# هرمان كورتي
هرمان كورتي (بالألمانية: Hermann Korte)‏ هو فقيه لغة ألماني، ولد في 11 يناير 1949 في مبن في ألمانيا.